# Sendero Europeo E-7

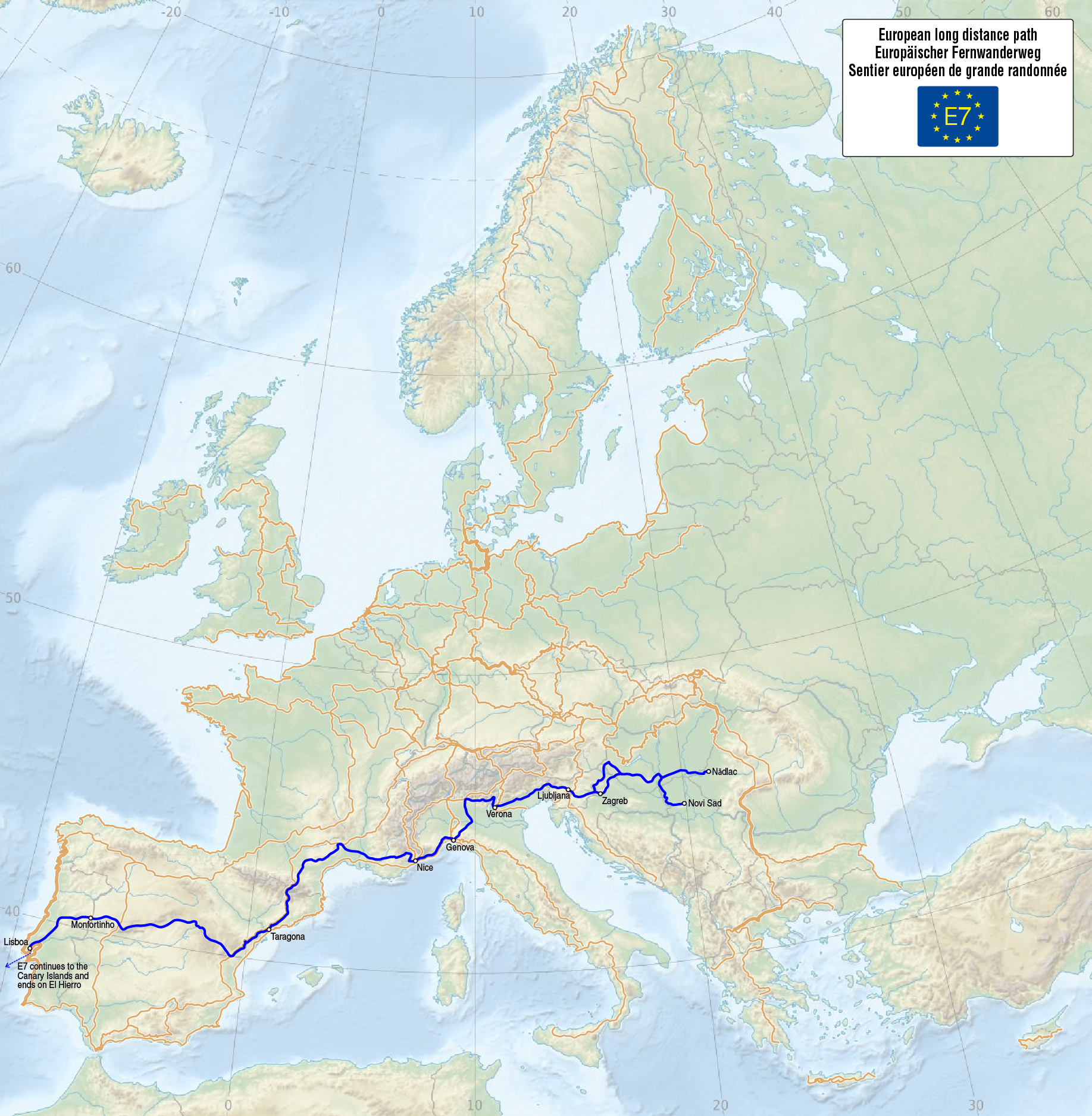
Mapa del sendero E-7.

El Sendero Europeo E-7 es uno de los Senderos Europeos de Gran Recorrido que recorre desde la frontera luso-española hasta el este de Europa a través de Andorra, Francia, Italia, Eslovenia y Hungría. Está proyectado para ser extendido a Lisboa y a Rumanía, de modo que conecte el Atlántico con el Mar Negro, aun así estas etapas, así como algunas partes de la ruta a través de Italia, siguen siendo planeadas.

## Ruta
Algunos de los sitios (de oeste a este) que la ruta incluye:
- Monfortinho, Portugal
- España: por Sierra de Gata, El Escorial, Vivel del Río Martín, Tarragona, Pirineos.
  - Castilla y León,
  - Castilla-La Mancha
  - Comunidad de Madrid
  - Aragón
  - Comunidad Valenciana
  - Cataluña
- Andorra
- Mont Aigoual, Francia
- Luberon, Francia
- Grasse, Francia
- Cerros sobre Niza, Francia
- Monte Lavagnola, Italia
- Travo, Italia
- Hodoš, Eslovenia
- Bajánsenye, Hungría
- Szekszárd, Hungría
- Öttömös, Hungría
- Nagylak, Hungría